# Rameau brun
 (mai 2024).
Le rameau brun est une branche des races bovines originaire du bassin méditerranéen.

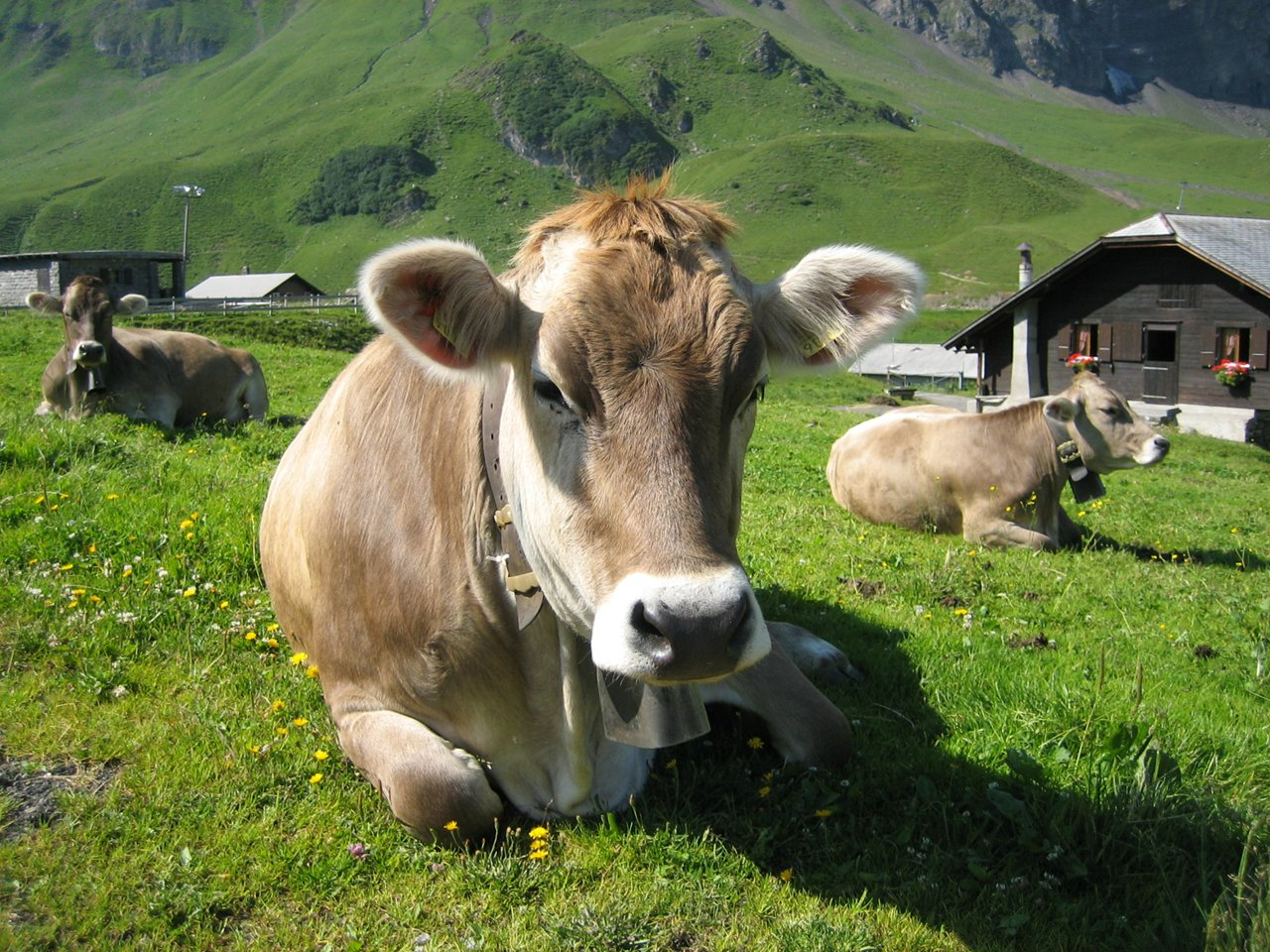
Braunvieh

## Origine
Ce rameau existe sur tout le pourtour méditerranéen, mais il semble qu'il provienne de la partie orientale du bassin méditerranéen. Il est directement descendant de Bos brachyceros. Trois vagues de peuplement sont arrivées en Europe de l'Ouest.
- Peuplement antique (robe brune) : il est arrivé avec les Achéens et est à l'origine de la population des Balkans. Il a aussi été introduit par les Grecs dans les îles de Méditerranée et du sud de l'Italie. C'est une branche essentiellement élevée pour sa viande.
- Peuplement alpin (robe grise) : cette branche est arrivée après la chute de l'Empire romain avec les Huns. Elle a été métissée dans les Alpes avec une branche locale de Bos brachyceros, ancêtre de la race Hérens. Ce peuplement est ainsi plus gris que brun, très bien adapté au milieu montagnard et de taille supérieure aux autres races du même rameau. C'est aussi cette branche qui présente la meilleure production laitière.
- Peuplement arabe (robe fauve) : cette branche proviendrait d'une domestication de Bos brachyceros dans l'est du bassin méditerranéen. Il a été introduit dès la plus haute Antiquité en Afrique, donnant le cheptel bovin d'Égypte, de Nubie et du Sahara. Élevé en Afrique du Nord, ce cheptel bovin a accompagné la vague de migration Arabe aux VIIe et VIIIe siècles en Europe par l'Espagne. Il a donné en France, la parthenaise et l'aubrac, et les races portugaises et espagnoles du continent. C'est une branche mixte (lait et viande) souvent reconvertie en race allaitante.

## Caractéristiques communes
Ce sont des animaux de taille moyenne (sur le continent européen) à petite (îles méditerranéennes, Portugal et Moyen-Orient) à pelage fauve, brun ou gris. Elles ont les muqueuses sombres : mufle, tour des yeux, et fouet de la queue. Chez le mâle, le garrot est plus sombre : châtain, brun foncé ou gris ardoise.
Ces races possèdent une bonne aptitude laitière, mais elle n'a pas toujours été sélectionnée. La plus productive est la brune. Elles sont résistantes à la chaleur et peuvent être élevées même sur des pâturages médiocres.

## Races apparentées
Trois branches coexistent, en fonction de la couleur de leur pelage, de l'orientation de leur production et de l'époque de leur arrivée en Europe.

### Races à robe brune

#### Races des îles

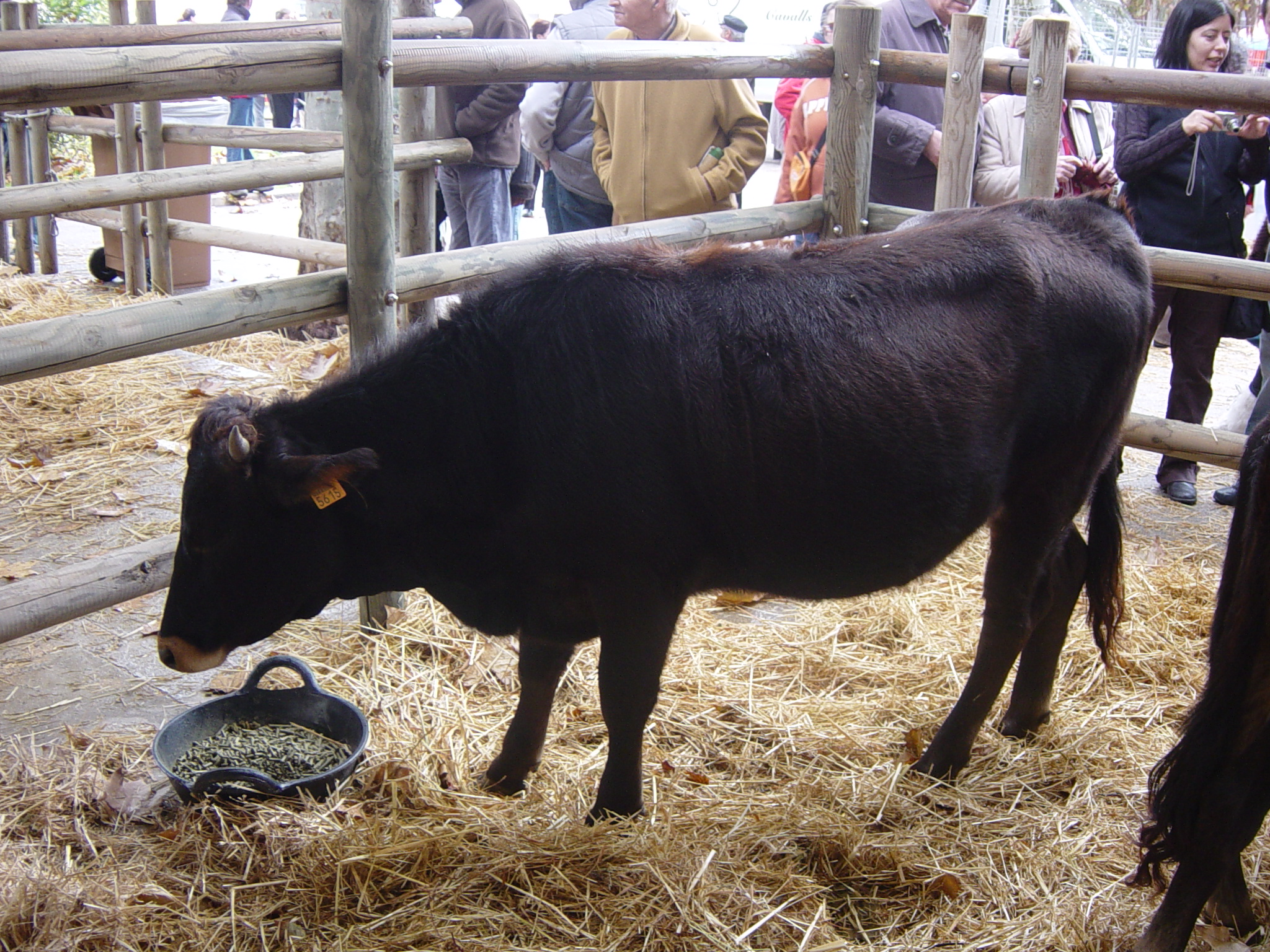
Vache mallorquina

Leur diffusion est limitée aux limites de leur île. Ce sont des races qui ont évolué en quasi autarcie pendant plusieurs siècles, façonnant des races très bien adaptées à leur environnement.
- Corse.
- Mallorquina aux Baléares.
- Modicana en Sicile.
- Sarda et Sardo-bruna en Sardaigne.
- Sardo-modicana dans le sud de l'Italie.

#### Races des Balkans
Ce sont des races élevées localement depuis l'Antiquité et qui ont très peu évolué depuis cette époque.

#### Races nord africaines et duMoyen-Orient
Ce sont des races peu productives, utilisées pour donner un peu de lait, mais surtout pour leur force de travail. Des croisements visent à améliorer leur productivité, mais fait aussi chuter les effectifs en race pure, hypothéquant l'avenir de ces races et de leur potentiel génétique. 
- Brune de l'Atlas
- Damas en Turquie, Syrie et au Liban
- Damiette en Égypte
- Races turques : DAK ou GAK d'Anatolie.

### Races à robe grise
C'est la grande famille des brunes des Alpes; élevée sur tous les continents, elle possède plusieurs millions d'individus. Elle est mixte, donnant un très bon lait en quantité ainsi que des carcasses musclées et une viande savoureuse à la réforme. La braunvieh ou brune est l'archétype de cette branche. Elle provient de la sélection des meilleurs sujets des diverses variantes alpines aux XIXe et XXe siècles. Des races anciennes se sont maintenues dans leur région d'origine et sont restées limitées géographiquement et quantitativement.
- Suisse : braunvieh (race sélectionnée avec utilisation de semence de brown swiss) et rätisches grauvieh (race ancestrale). Une braunvieh originelle qui n'a pas utilisé de semence de brown swiss est en train de voir le jour.
- Autriche : tiroler Grauvieh (race ancienne) et braunvieh (variante locale de la race sélectionnée avec utilisation de semence de brown swiss).
- Italie : griogio alpina (race ancienne) et bruna italiana (variante locale de la race sélectionnée avec utilisation de semence de brown swiss).
- Allemagne : Allgau (race ancienne) et deutsches braunvieh (variante locale de la race sélectionnée avec utilisation de semence de brown swiss).
- France : brune
- Amérique : brown swiss. Elle est issue de la brune mais a été sélectionnée sur l'aptitude laitière et la conformation de sa mamelle aux États-Unis et au Canada. Cette variation du type a justifié le nouveau nom.

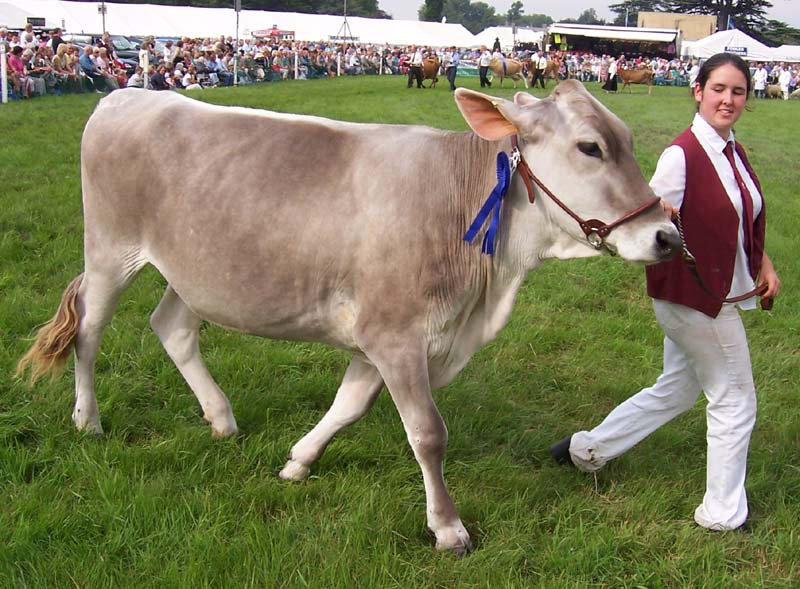
Brown swiss
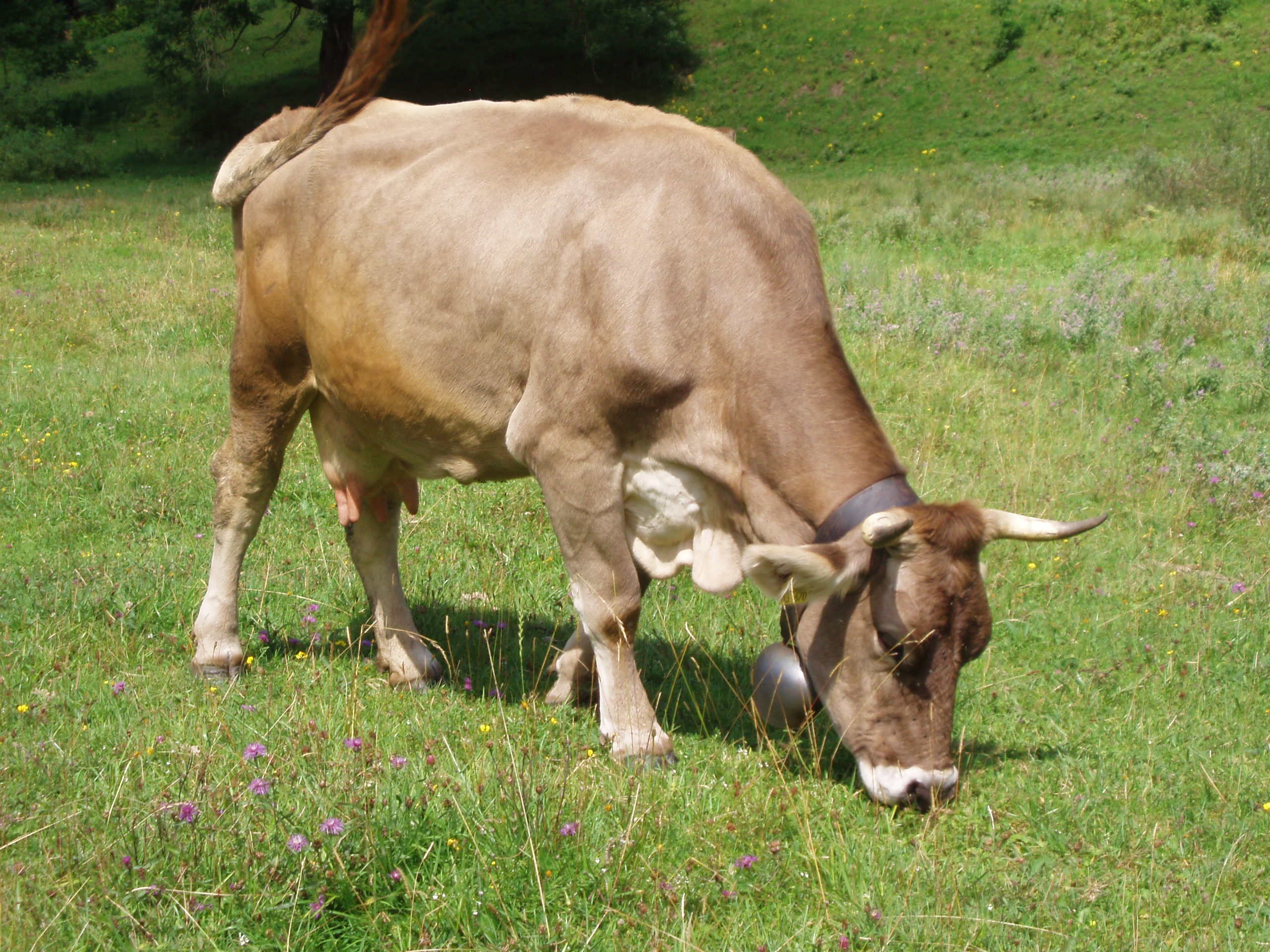
Braunvieh
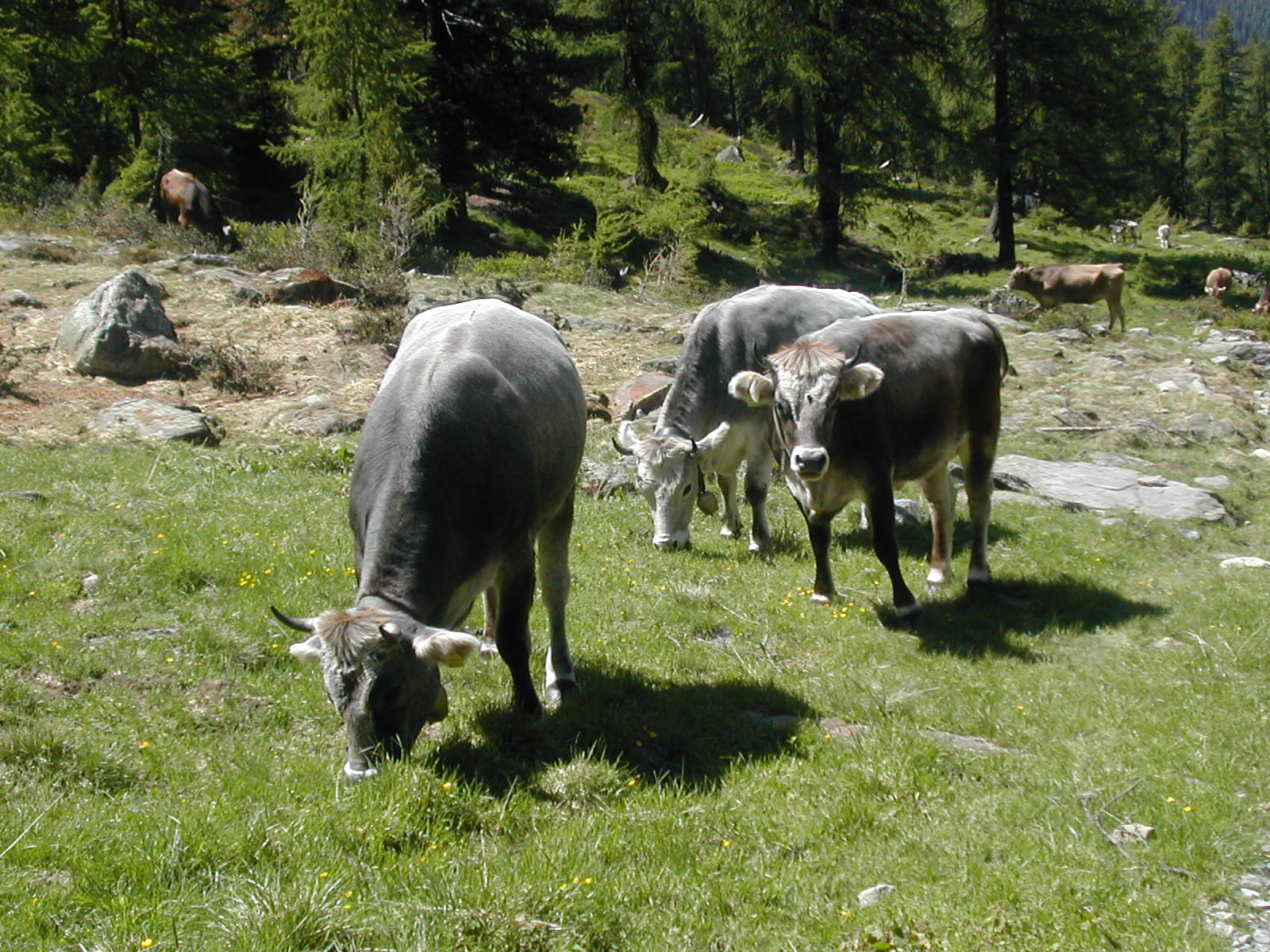
Tiroler grauvieh

### Races à robe fauve
Ce sont des races élevées sur le continent. Ce sont des races à triple destination, travail, lait et viande devenues surtout vaches allaitantes, à l'exception de la Tarentaise qui donne un très bon lait à fromage. Elles sont rustiques, adaptée à l'élevage extensif en plein air, à la chaleur, à la sécheresse… Ces races sont en expansion : elles sont recherchées en Amérique du Nord : éloignées génétiquement des races britanniques, elles donnent des mères à bon potentiel pour l'allaitement pour une progéniture de qualité en croisement. Dans la péninsule ibérique elles sont descendantes de Bos strepsiceros et ont été parfois métissées avec des blondes, donnant des races très voisines.

#### Espagne
- Alistana sanabresa
- Asturiana de la montaña
- Cachena
- Frieiresa
- Limia (race bovine)
- Monchina
- Parda de Montaña
- Vianesa

#### France
- Aubrac au sud du massif central.
- Maraichine, race à petits effectifs issue du marais poitevin.
- Nantaise, race à petits effectifs issue du littoral atlantique de l'estuaire de la Loire.
- Parthenaise, originaire du Poitou.
- Tarentaise ou tarine, venue de la vallée de la Tarentaise en Savoie.

#### Italie
- Savoiarda : c'est la variante italienne de la Tarentaise.

#### Portugal
Elles sont cantonnées au nord du pays.

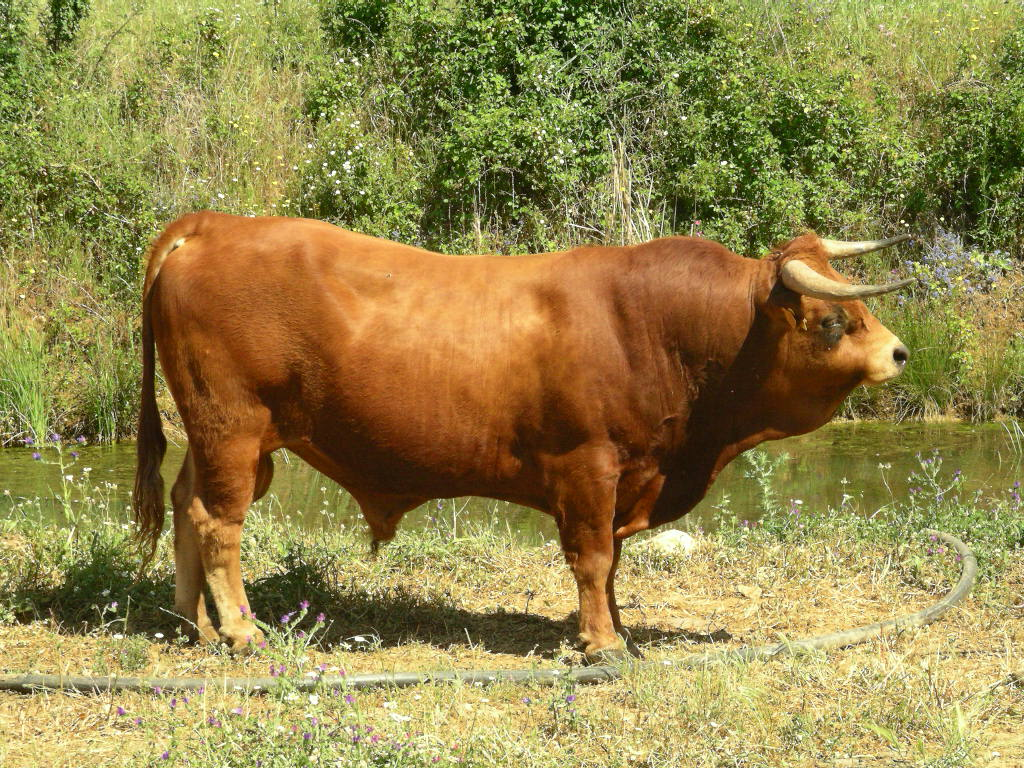
Arouquesa
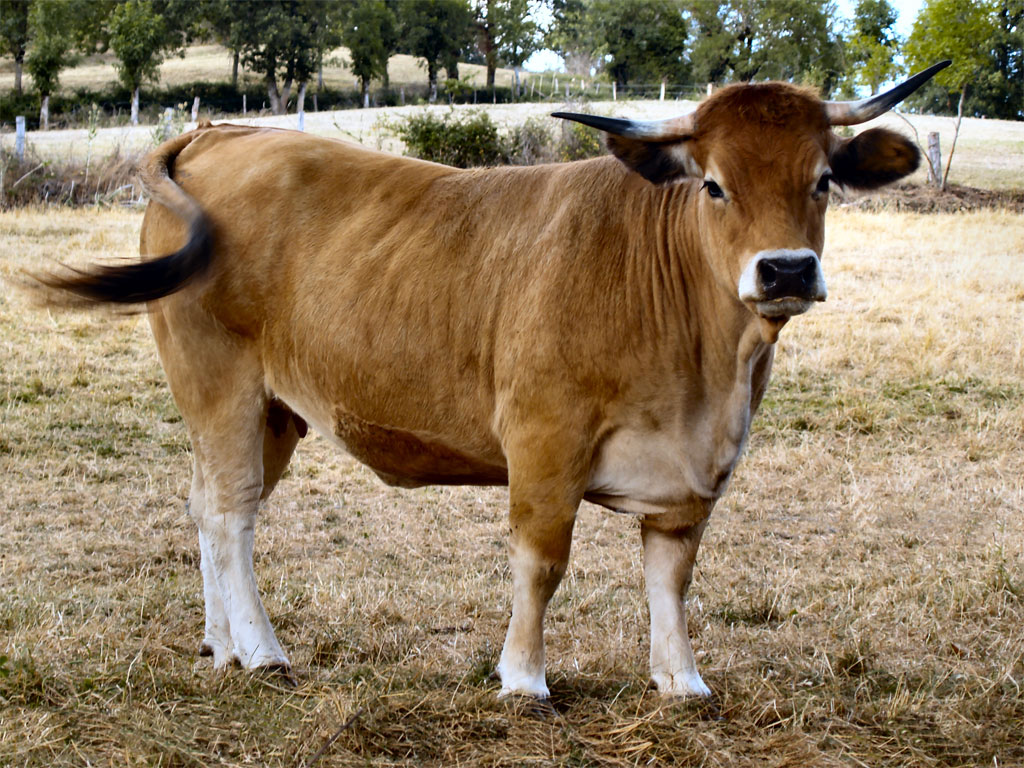
Aubrac

- Barrosã
- Cachena
- Mirandesa

- Arouquesa
- Aubrac